# Your Favorite Enemies
Your Favorite Enemies ist eine im Jahr 2006 von Alex Foster (Gesang), Jeff Beaulieu (Gitarre), Sef (Gitarre), Ben Lemelin (Bass), Miss Isabel (Gesang und Keyboard) und Charles Moose Allicy (Schlagzeug) gegründete kanadische Alternative-Rock-Band.

## Geschichte
Die sechs Musiker schufen im April 2007 das Label Hopeful Tragedy Records, um ihre selbst produzierte Fünf-Song-EP And If I Was To Die In the Morning… Would I Still Be Sleeping With You, die am 1. Juli 2007 veröffentlicht wurde, zu verkaufen. Am 17. Juni 2008 veröffentlichten sie ihre erste Enhanced CD: Love Is A Promise Whispering Goodbye. Im Jahr 2008 arbeiteten sie mit dem japanischen Videospiel-Komponisten Takeharu Ishimoto zusammen, um drei Songs für den Soundtrack des Spiels Dissidia: Final Fantasy, das am 4. September 2009 auch in Europa auf den Markt kam, zu schreiben.
Your Favorite Enemies sind Sprecher gegen Rassismus für Amnesty International und sind auch der Organisation Rock'n'Rights verpflichtet, die sie selbst gegründet haben. Sie nahmen auch einige Male an der Canadian Music Week teil und das US-amerikanische Musikmagazin Billboard schrieb: „Sechs kanadische Künstler bahnen sich ihren Weg in den internationalen Sternenhimmel“.
Bei den Juno Awards 2015 wurde die Gruppe in der Kategorie Rock Album of the Year für Between Illness & Migration nominiert.

## Hopeful Tragedy Records
Your Favorite Enemies schufen 2007 ihr eigenes Musiklabel, das Hopeful Tragedy Records heißt. Grund für die Gründung des Labels war die Produktion ihrer EP And If I Was to Die in the Morning… Would I Still Be Sleeping with You, welche am 1. Juni 2007 erschien.
Die Band war sich der finanziellen Risiken bewusst, welche auf sie zukommen könnten, wenn sie ihr eigens Label ins Leben riefen. Trotzdem beschloss man, die EP selbst zu produzieren. Dies entpuppte sich als ein wichtiger Schritt ihrer Karriere, die EP verkaufte sich 30.000-mal weltweit, die Band ging erstmals in Europa auf Promotion-Tour, wo sie von international führenden Medien begleitet wurde. Das Billboard Magazin beschrieb die Band als eine der spannendsten und besten Do-It-Yourself-Bands, die es derzeit gab und waren der Meinung, dass sie zu einer der bekanntesten Rockbands der Welt aufsteigen könnten.

## Diskografie
- 2007: And If I Was to Die in the Morning… Would I Still Be Sleeping with You (EP)
- 2008: Love Is a Promise Whispering Goodbye
- 2011: Love Is a Promise Whispering Goodbye – Deluxe and Remastered re-issue version
- 2011: The Uplifting Sound of an Epiphanic Awakening… The Enlightenment of Letting Go (DVD)
- 2012: Running Through the Rain of Enstrangement (DVD)
- 2012: Vague Souvenir
- 2013: Secret Kind of Whispers
- 2013: Between Illness & Migration (Tower Records, Graphite Records, Times Music, erfuhr mehrere Neuauflagen für verschiedene Märkte, u. a. Europa, Australien, Japan und Indien)
- 2016: The Uplifting Sound Of An Epiphanic Awakening
- 2017: A Journey Beyond Ourselves
- 2020: The Early Days (Kompilation)

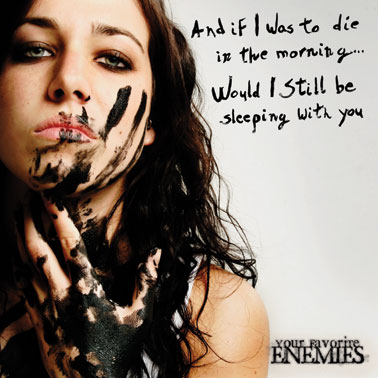
EP
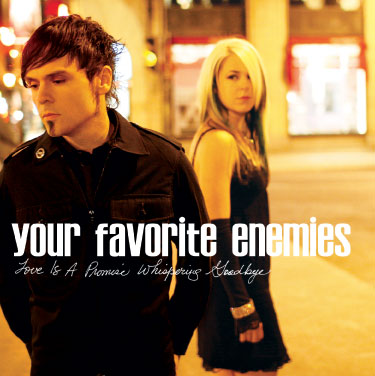
CD

## Tourneen

### Europa-Tour (25. September bis 4. Oktober 2007)
2007 tourte die Band durch Deutschland, Frankreich, Großbritannien und den Niederlanden. Die Band wurde dabei von ihrem Partner Amnesty International unterstützt. So wurden Artikel über die Band im französischen und niederländischen Magazinen der Organisation veröffentlicht. Außerdem gab die Band Interviews im englischen Talksport Radio und dem französischen Magazin Rock One Magazine.

### Asien-Tour (26. Mai bis 5. Juni 2008)

#### Japan
Die Band tourte 2008 durch Japan, unter anderem in Tokio, Nagoya und Osaka. Die Konzerte wurden von mehreren national führenden Magazinen kommentiert. Darunter sind Konzertberichte bei Grindhouse Magazine und WeROCKCity. Die Band ist bekannt durch die Hingabe zu ihren Fans, so gab die Band ein Konzert für Fans, die sich für Hilfe gegen Suizid einsetzen.

#### Indonesien
Die Band gab ein Konzert bei der SuperSoulmate Show, welche auf Indosiar, dem größten indonesischen Fernsehsender ausgestrahlt wird. Die Band war Vorgruppe von Story of the Year, was den Bekanntheitsgrad der Band erhöhte und tausende Fans in Indonesien einbrachte.

### Andere Festivals
Seit ihrer Gründung hat die Band nicht nur weltweite Auftritte zu verzeichnen, sondern auch mehrere Auftritte im Inland und den USA. So trat man bereits viermal auf der Canadian Music Week (zuletzt 2010), M for Montreal, dem Festival Arcadia, der Vans Warped Tour, Emergenza und SXSW auf.

YFE Japan-Tour
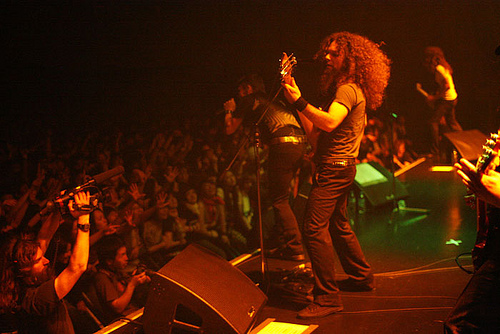
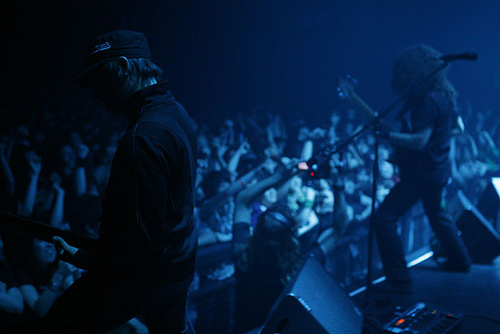
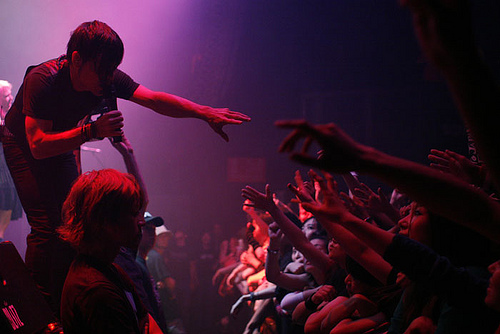
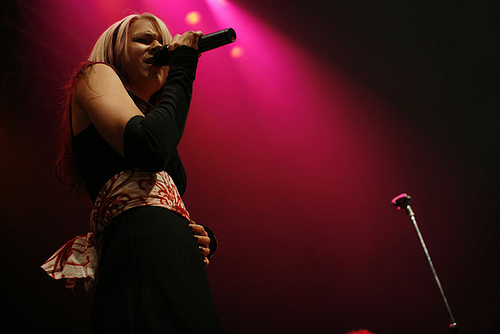
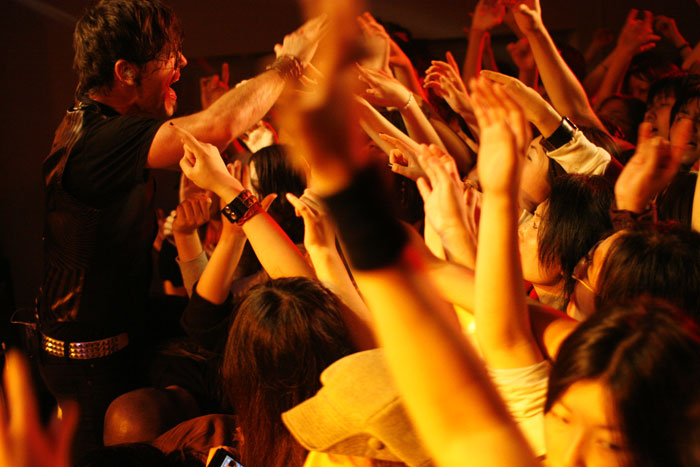

## Musikstil
Die Band nennt The Clash und The Cure als musikalische Einflüsse. Die National Post zitiert ebenfalls Joe Strummer zu den Einflüssen der Band.
Weitere Einflüsse sind Ramones, Pixies, Nirvana, Placebo, U2 und Radiohead.

## Besonderes
- Bevor Alex Foster die Band gründete, war er Mitglied in einer kanadischen rechtsextremen Organisation. Er begründete sein Beitritt mit seiner schwierigen Kindheit, häufigen Schulwechseln, Probleme mit Autoritäten, seiner Orientierungslosigkeit, sowie seine Aggressions- und Gewaltbereitschaft.[12]
- Miss Isabel hat auf der offiziellen MySpace-Seite der Band einen eigenen Blog eröffnet, der bereits in mehreren Sprachen (darunter: Englisch, Deutsch, Französisch und Chinesisch) übersetzt wurde.
- Außerdem hat die Band eine eigene Internet-TV-Sendung.
- Die Band ist die erste und bisher einzige, welche ein komplettes Konzert bei MySpace live zeigte. Dies war ein Konzert der Japan-Indonesien-Tour.[13]
- Das Album Love Is A Promise Whispering Goodbye verkaufte sich bisher 60.000-mal weltweit.[14]
- Die Band startete The Hope Project, dass gemeinsam mit dem Internationalen Roten Kreuz Hilfsmaßnahmen für die Erdbebenopfer aus Japan ausübt